# Svenska kyrkans församlingar

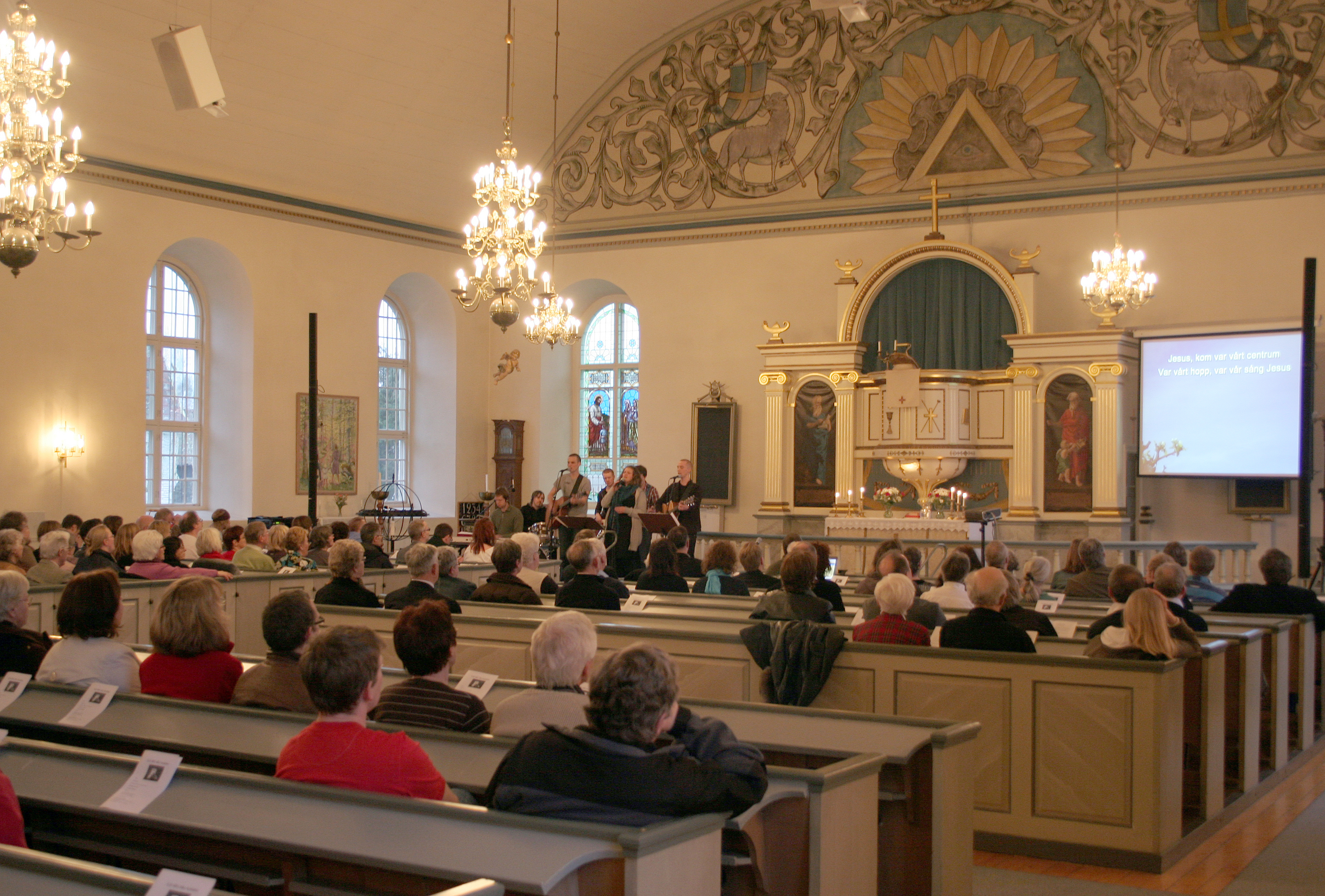
Glimåkra församling har gudstjänst i Glimåkra kyrka.

Svenska kyrkans församlingar utgör de minsta administrativa enheterna inom samfundet. Svenska kyrkans territoriella församlingsindelning omfattar hela Sverige. Indelningen beslutas av stiftsstyrelsen i respektive stift.
En församling inom Svenska kyrkan kallades fram till relationsändringen år 2000 även för kyrklig kommun, som motsats till den borgerliga kommunen.
Svenska kyrkans församlingar hade hand om folkbokföringen i Sverige fram till 1991, och därefter utgick folkbokföringen fortfarande från dessa församlingar fram till  1 januari 2016, då Sverige i stället fick distrikt.

## Församlingstyper
De allra flesta av kyrkans församlingar är territoriella församlingar. Utöver dessa finns så kallade icke-territoriella församlingar, vilka för närvarande (2006) är fem till antalet. Svenska kyrkan har också utlandsförsamlingar. Medlem i en utlandsförsamling är den medlem i Svenska kyrkan som är boende i utlandet och som har betalat medlemsavgift till församlingen.
Tidigare fanns ett relativt stort antal församlingar kopplade till ett militärt förband eller en garnison, så kallade militärförsamlingar eller garnisonsförsamlingar. Den enda kvarvarande militärförsamlingen är Karlskrona Amiralitetsförsamling.

## Ledning, förtroendevalda och personal
Två eller fler församlingar kan samverka inom ett pastorat som då utgör en kyrklig samfällighet. Pastoratet styrs i första hand av ett kyrkoråd som (oftast) är valt av kyrkofullmäktige som väljs av pastoratets kyrkotillhöriga invånare i kyrkovalet. Församlingar som ingår i pastorat har ett av pastoratets kyrkofullmäktige valt församlingsråd som styrelse.
Församlingar som inte ingår i pastorat har kyrkofullmäktige och kyrkoråd, men inte församlingsråd.
Verksamheten leds av en kyrkoherde, som också är självskriven ledamot av kyrkorådet (och församlingsråden).
Enligt Kyrkoordningen ska det finnas en kyrkoherde och minst en kyrkomusiker, som ska vara kantor eller organist, för varje församling.
I församlingen kan även andra präster än kyrkoherden och komministrar tjänstgöra, till exempel pastorsadjunkter och kontraktsadjunkter. Dessa är då anställda av stiftet och inte församlingen eller pastoratet.
Övriga anställda kan vara komminstrar, diakoner, församlingspedagoger, assistenter i församlingsarbete (församlingsassistenter, diakoniassistenter, barn- och ungdomsledare), församlingshemsvärdar (motsvarande), och personal för administration, fastighetsskötsel, griftegårdsskötsel och begravningsverksamhet.